# Renault Alliance et Encore
Pour les articles homonymes, voir Alliance.
La Renault Alliance est la version destinée au marché nord-américain de la Renault 9, commercialisée de 1983 à 1987 lors de la prise de contrôle de American Motors Corporation (AMC) par Renault. Elle est assemblée (à Kenosha, Wisconsin) et distribuée par le réseau AMC. Elle a connu un succès de vente auprès de la clientèle américaine moyenne et fut bien accueillie par la presse automobile locale, notamment par Motor Trend qui la sacre Car Of The Year 83. La fiabilité de ce modèle devient assez aléatoire passé 6 ans, possiblement à la suite des modifications effectuées pour pouvoir répondre aux normes nord-américaines dont les éléments (refroidissement du moteur, catalyseur, transmission, embrayage, suspension) AMC sont sources de nombreux problèmes.
L'Encore, sœur américaine de la Renault 11, compléta la gamme à partir de 1984. Elle changera de nom pour devenir l'Alliance Hatchback en 1987.

## Historique

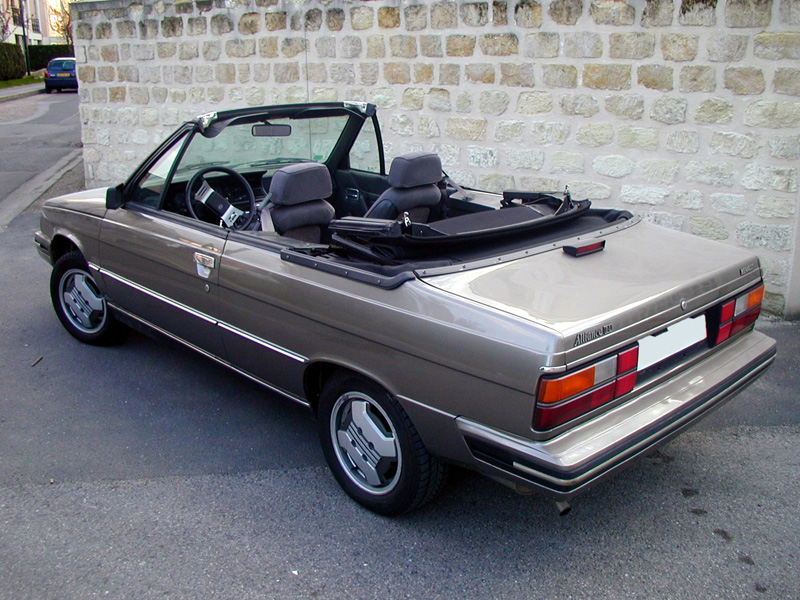
Version cabriolet décapotée

Bien que nommées Renault, le logo AMC était apposé dans la fenêtre arrière des Alliance et Encore. L'utilisation de ces modèles de Renault permet à AMC de revenir dans le marché des voitures compactes à faible coût et à Renault de mettre le pied aux États-Unis. AMC comptait sur ces modèles pour sortir de l'impasse financière dans laquelle elle se trouvait au début des années 1980.
L'Alliance obtient une bonne critique du magazine Car and Driver, faisant sa liste des dix meilleures automobiles de l'année 1983, et décroche la palme de la meilleure voiture de l'année du magazine Motor Trend. Les ventes prennent ainsi un bon envol. Elle a une suspension très douce pour une petite voiture et réalise aux États-Unis un très bon 6,4 l/100 km de consommation d'essence en ville. Malheureusement pour les nouveaux propriétaires, la fiabilité des deux modèles s'avère vite très faible. Une enquête menée en 1986 par le magazine Consumer Reports chez les propriétaires d'automobiles ayant cinq ans montre que l'Alliance se classe dans la pire catégorie pour la fiabilité du moteur, de l'embrayage, de la transmission, du système de refroidissement, de la suspension et de l'échappement. Une enquête lors d'une émission du réseau public National Public Radio, appelée Car Talk, montre la même chose. Les ventes prennent ensuite une rapide pente descendante.

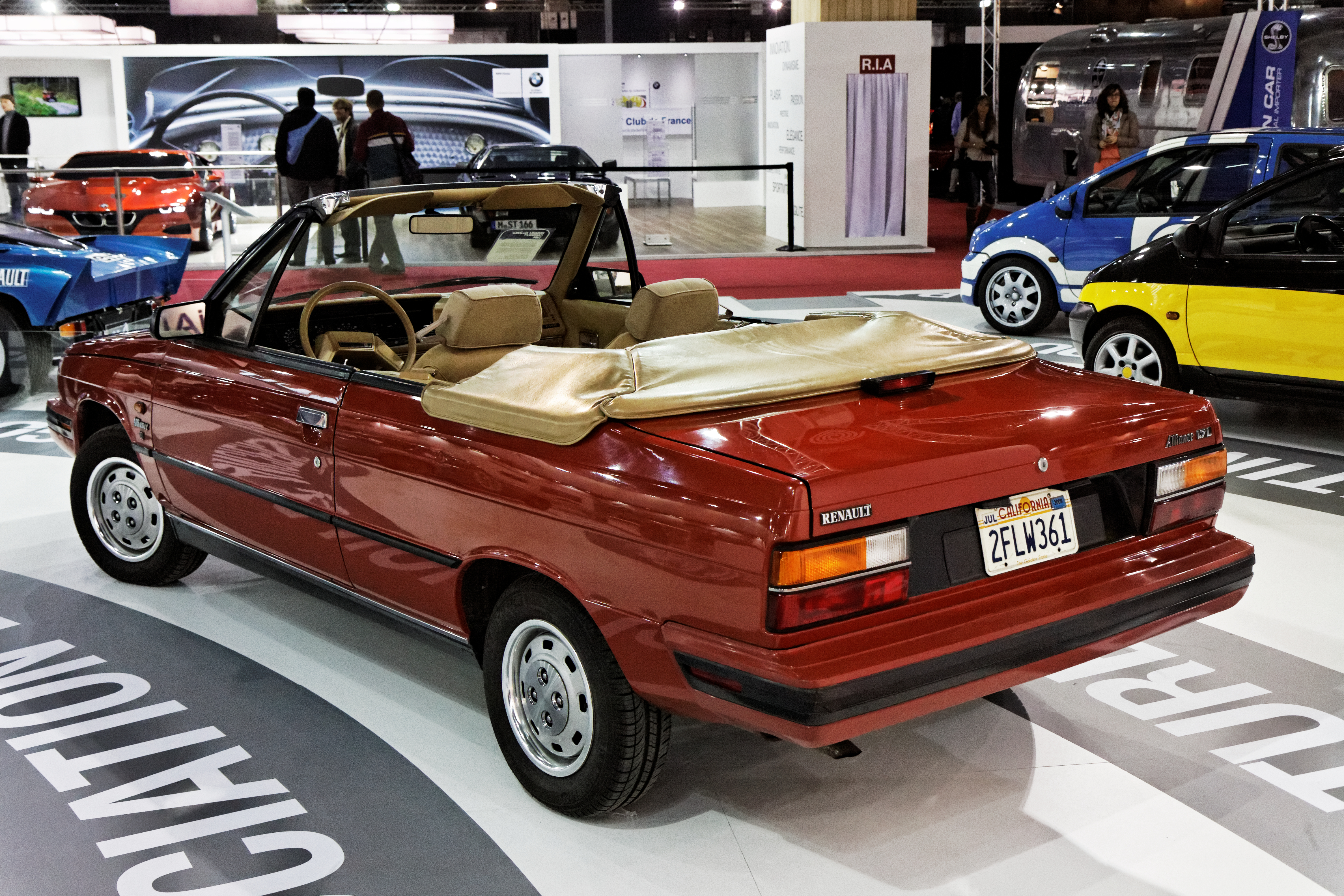
Une Alliance cabriolet de 1986.

Devant ce retournement, AMC se retrouve au bord de la faillite et Renault, qui en est devenu l'actionnaire majoritaire et lui-même face à ses propres problèmes financiers, décide de vendre. Chrysler rachète AMC pour obtenir la marque Jeep et cesse la production de l'Alliance, même si un modèle 1988 était prévu. Les problèmes de ces deux modèles nuisent également aux ventes des autres modèles conjoints Renault-AMC comme la Renault Medallion et la Eagle Premier, qui disparaîtront rapidement.

## Conception
L’Alliance est produite de 1982 à 1987 en versions berlines de 2 et 4 portes. Elle comporte des modifications au niveau des dispositifs anti-pollution et de sécurité pour correspondre aux normes supérieures nord-américaines, qui la distinguent de la Renault 9. On retrouve ainsi de plus gros pare-chocs, la calandre à 4 phares dans le style de la Renault 11, des entourages de vitres chromés et des poignées de portes chromées (reprises aux Renault 18 phase 1), des rétroviseurs, jantes et protections latérales différents.
Un premier restylage est opéré en 1986 concernant l'élargissement des feux arrière par des catadioptres sur les versions DL uniquement, un jonc chromé apparaît au-dessus des phares avant qui deviennent plus fins, le tableau de bord est également modifié. L'Encore, par rapport à la Renault 11, subit les mêmes changements que l'Alliance avec comme différences supplémentaires la disparition du bandeau rouge de hayon et le montage de feux arrière rouges et blancs. La face avant subit une dernière modification en 1987, avec la disparition de la calandre « 4 phares », la disparition des clignotants et des feux de position dans le pare-chocs, ils sont désormais intégrés dans la calandre.
À l'intérieur, le style est retravaillé par Richard Teague, le concepteur en chef d'AMC, mais reste globalement fidèle à l'original. Les coloris intérieurs proposés étaient : bleu clair, bleu foncé, gris clair, anthracite, rouge grenat, bordeaux, marron, caramel et beige.

## Motorisation
À vocation économique, l'Alliance et l'Encore étaient proposées, avec le « moteur Cléon-Fonte » de 1 397 cm3 (conçu par l'ingénieur René Vuaillat est apparu sur la Renault Floride S et sur la Renault 8) et le « moteur F » de 1 721 cm3. À noter que le 1,7 F3N n'affiche que 77,5 ch, contre 92 ch en Europe.

## Modèle GTA

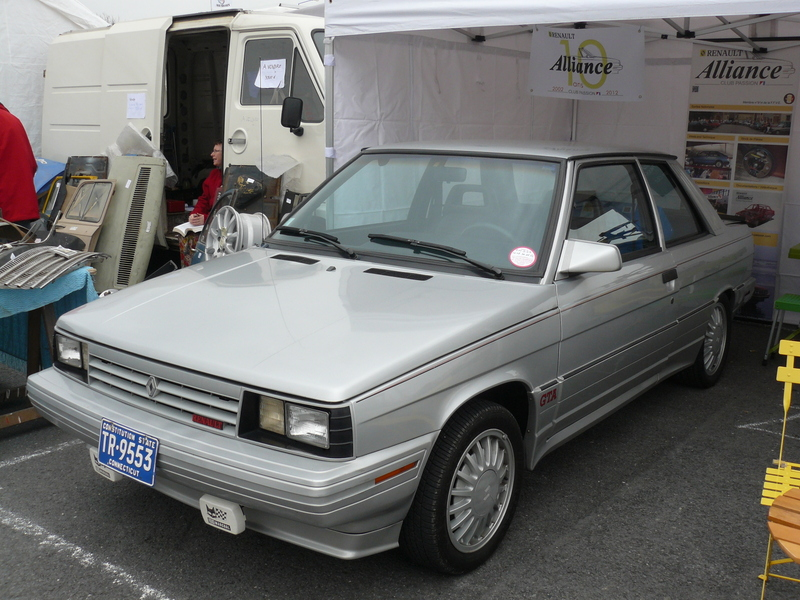
Renault Alliance GTA 2.0 de 1987

À partir de 1986, la sportive GTA arrive au catalogue avec un « moteur F » de 1 965 cm3 type F3R, développant 95 ch. Considérée comme un modèle à part entière, il ne s'agit en fait que d'une Alliance mue par un moteur plus sportif. Il possède un look spécifique, rappelant la Renault 11 Turbo « ZENDER » commercialisée en Europe, ainsi qu'une transmission et des suspensions modifiées. Elle n'est disponible qu'en carrosserie 2 portes et cabriolet. Un peu plus de 3 500 GTA furent produites en 1987 dans l'usine AMC de Kenosha.

## Détails de la production

### Alliance 2 et 4 portes
- 1982 : 25 000
- 1983 : 156 200
- 1984 : 124 700
- 1985 : 71 000
- 1986 : 51 000
- 1987 : 22 000

### Alliance Cabriolet

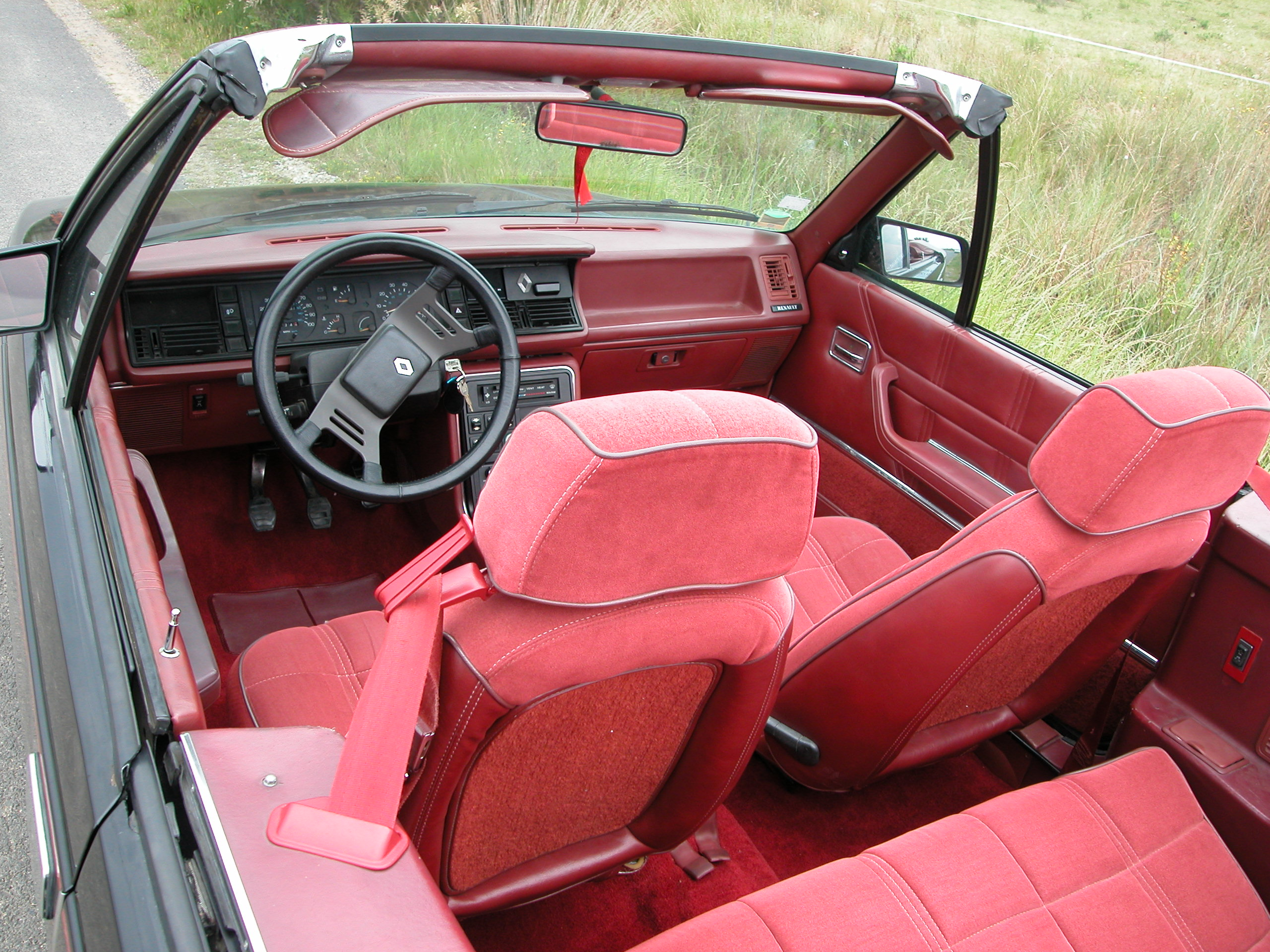
Renault Alliance cabriolet DL 1986 - sièges en tissu grenat

- 1985 : 7 300
- 1986 : 2 100
- 1987 : 1 200

### GTA
- 1987 : 3 500

### Encore 3 et 5 portes
- 1983 : 20 200
- 1984 : 69 100
- 1985 : 39 400
- 1986 : 15 000
- 1987 : 10 700